# Wolfhope Burn
Der Wolfhope Burn ist ein Wasserlauf in Dumfries and Galloway, Schottland. Er entsteht an der Südseite des Broad Head und fließt in östlicher Richtung bis zu seiner Mündung in den Meikledale Burn westlich des Weilers Meikledale.